# ハリー・サルツマン
ハリー・サルツマン（Harry Saltzman、1915年10月27日 - 1994年9月28日）はカナダ出身の映画プロデューサー。007シリーズのプロデューサーとして知られる。

## 来歴
カナダ・ニューブランズウィック州に生まれる。15歳で家出した後、様々な職業を経験、大戦中はパリで軍関連の仕事をしていたといい、大戦後、パリで様々なメディアに役者・スタッフを手配したことから映画界とも繋がりを持ち、映画製作に乗り出していく。
イアン・フレミングのスパイ小説007シリーズに、映画化すればヒットするのではと着目、1961年、同シリーズの映画化権を獲得する。契約上設定された映画化権の有効期限内に出資先を確保するべくサルツマンが奔走する中、同じくシリーズの映画化を目指していたアルバート・R・ブロッコリ（通称カビー）から権利を買い取りたいとの申し出を受ける。金策に苦戦しつつもサルツマンは権利を手放すつもりはなく、結局共同して映画化することになり、ブロッコリと共にイーオン・プロダクションズ（イオン・プロ）を設立する。1962年には、イオン・プロの親会社であるダンジャックを設立した。プロダクション旗揚げ後、アメリカのユナイテッド・アーティスツ（UA）の出資が決定、イオン・プロによる007シリーズ第1作『ドクター・ノオ』映画化が実現した。この作品の大成功により、映画版007シリーズは現在でも多数製作されているスパイ映画の草分け的な存在となった。ブロッコリ、テレンス・ヤング、ショーン・コネリー、ケン・アダム、モーリス・ビンダーらと共にサルツマンは007シリーズ黎明期における大功労者として名を残す。サルツマンは数々の名案を生み出し、周囲から「ショーマン（SHOWMAN）」と呼ばれた。
シリーズ第3作『ゴールドフィンガー』で興収は1億ドルを突破（第1作興収の倍以上）、次作『サンダーボール作戦』はコネリー主演時代最高興収記録を叩き出すなど、映画版007シリーズの人気が頂点に達する中、ブロッコリとサルツマンは名コンビと謳われた。共に家庭人でもあった2人は家族ぐるみでの交流もあったが、比較的原作に忠実な映画化を目指すサルツマンは、娯楽に徹するブロッコリの製作志向にやがて違和感を覚えるようになる。そのような背景もあってか、彼は1965年、作家レン・デイトンが007とは対照的な主人公を設定して書き上げたスパイ小説『イプクレス・ファイル』の映画版製作も手がけている（マイケル・ケイン主演・邦題『国際諜報局』）。この作品は個性的なサスペンス作品として評価され、翌66年に『パーマーの危機脱出』、67年に『10億ドルの頭脳』と続編も製作した。
1969年、主にサルツマンの意向が反映された、映画版007シリーズ第6作『女王陛下の007』公開。しかしこの作品の興行収入は第5作に比べて大幅に落ち込んでしまう。次作『007/ダイヤモンドは永遠に』は主にブロッコリの意向に沿った娯楽性の強い作品となり、この第7作が第6作の興行成績を上回ったことから、以後は共同製作を継続しつつもブロッコリが主導権を握る傾向が強まった。第8作『007/死ぬのは奴らだ』はシリーズの興収記録を更新、シリーズは再び上昇気流に乗ったが、この作品からボンド役に招かれたロジャー・ムーアの起用にサルツマンは当初消極的で、起用に賛成したブロッコリとの溝が深まったといわれる。一方サルツマンはシリーズの製作で得た収益を元手に、不動産業や食品工場経営など他の様々な事業を手がけるようになったが、彼に経営感覚が欠けていたこともあって思うように成果が上がらず、サルツマンの経済状況は悪化していく。基本的にはシリーズの製作に専念した堅実なブロッコリとはこの面でも対照的であり、007シリーズに携わるサルツマンの周囲でも彼の姿勢を疑問視する意見があったという。
1975年、サルツマンは彼にとって不本意な製作状況と、副業の不振という彼の個人的事情もあって、『007/黄金銃を持つ男』を最後にシリーズの製作から正式に身を引き、ファンに衝撃を与えた。サルツマンは製作からの離脱についてブロッコリに事前連絡しておらず、サルツマン所有分のダンジャック株についても、ブロッコリへの譲渡を拒否、結局UAに持株を売却しており、ここまでシリーズを共に支えてきた2人の亀裂を如実に示す出来事となった。またサルツマンの持株を手にしてダンジャック及びイオン・プロの大株主となったUAがボンド俳優ムーアの降板を要求するなどUAの発言力がさらに強まり、サルツマンの離脱が結果的に、イオン・プロのシリーズ次回作製作に支障をきたしたともいわれる。
007シリーズから離れた後もシリーズの出演者とは交流があったが、事業面では失敗、多額の借金を背負う。製作降板後の『007/私を愛したスパイ』撮影期間中、パリ時代に知り合って以来苦楽を共にしてきた妻・ジャッキーが癌で亡くなる。以後サルツマンは抜け殻のようになってしまい、自身も体調を崩してしまったといい（遺族の証言による）、この時期は公私共に失意の時となった。1981年、ブロッコリからの招待により『007/ユア・アイズ・オンリー』プレミア試写会にサルツマンは家族と共に出席する（同作品に出演したハイアム・トポルがサルツマンの招待を提案）。その席でブロッコリとサルツマンは抱擁を交わし、一同からは拍手が起きた。2人が対立したのはあくまで仕事面であり、互いの人柄に対し悪感情はなかった。和解後、「カビーはボンド映画で素晴らしい仕事をしている」とサルツマンはブロッコリを称えている。007シリーズの製作復帰も打診されたことがあったが、結局サルツマンは断っている。和解後のサルツマンは意欲を取り戻し、『ニジンスキー』製作後、映画劇場運営会社を立ち上げ、世界各国の映画に出資、映画界に貢献した。カンヌ映画祭パルム・ドール候補となった『ジプシーのとき』もそのひとつ。大好きだったという演劇にも関わった。
晩年はフランスのヴェルサイユ近郊に住んでいたが、1994年、ヌイイ＝シュル＝セーヌのアメリカン・ホスピタルで心臓発作のため死去した。78歳没。

## エピソード
- 『007は二度死ぬ』を日本で撮影した後、英国海外航空ボーイング707型機911便で帰国する予定だったが、出発2時間前にサルツマンとルイス・ギルバート、アルバート・R・ブロッコリ、フレディ・ヤング、ケン・アダムの5人はそれまで都合がつかなかった忍者術の記録映画の披露が急遽行われることになったため搭乗をキャンセルした。鑑賞後、彼らの搭乗予定だった当該便が空中分解によって墜落したと知ると一行は青ざめ、「これが二度目の命だ」と胸を撫で下ろしたという（英国海外航空機空中分解事故を参照）。

## 製作映画作品
- ジ・アイロン・ペティコート（1956年）
- ルック・バック・イン・エンジャー（1958年）
- 土曜の夜と日曜の朝（1960年）
- 007/ドクター・ノオ（1962年）
- 腰抜けアフリカ博士（1963年）
- 007/ロシアより愛をこめて（1963年）
- 007/ゴールドフィンガー（1964年）
- 国際諜報局（1965年）
- 007/サンダーボール作戦（1965年）
- パーマーの危機脱出（1966年）
- 007は二度死ぬ（1967年）
- 10億ドルの頭脳（1967年）
- 大侵略（1969年）
- 空軍大戦略（1969年）
- 女王陛下の007（1969年）
- オリビア・ニュートン・ジョンのトゥモロー（1970年）
- 007/ダイヤモンドは永遠に（1971年）
- 007/死ぬのは奴らだ（1973年）
- 007/黄金銃を持つ男（1974年）
- ニジンスキー（1979年）
- ジプシーのとき（1988年）

## 注
1. ↑  Sheffy, Pearl (1966年1月29日). “The Man who got the Bond Going”. カルガリー・ヘラルド（英語版）
2. 1 2 3  “Harry Saltzman, 78, Bond-Film Producer”. ニューヨーク・タイムズ. (1994年9月29日) 2010年9月23日閲覧。